# 1 Dywizja Kawalerii (II RP)
1 Dywizja Kawalerii (1 DK) – wielka jednostka kawalerii Wojska Polskiego II Rzeczypospolitej.

## Historia dywizji
1 Dywizja Kawalerii została sformowana w 1924 roku na bazie IV Brygady Jazdy, 10 pułku ułanów z VIII Brygady Jazdy oraz dwóch, samodzielnych dotąd, pułków strzelców konnych (3 i 9). Dowództwo dywizji powstało w oparciu o Inspektorat Jazdy przy Inspektoracie Armii Nr 2.
12 czerwca 1924 roku Minister Spraw Wojskowych generał dywizji Władysław Sikorski podporządkował 1 DK dowódcy Okręgu Korpusu Nr III w Grodnie. Rozlokowane na terytorium Okręgu Korpusu Nr I formacje 1 DK, a mianowicie: 10 puł, 9 psk i 8 dak, zachowały tymczasowo charakter formacji eksterytorialnych.
W 1926 roku VIII BK przemianowana została na XVIII Brygadę Kawalerii, a w następnym roku 8 dak przemianowany został na 14 dywizjon artylerii konnej. 
8 lutego 1929 roku rozformowane zostały dowództwa 1 DK i XI BK w Augustowie, IV BK przemianowana została na BK „Suwałki”, Dowództwo XVIII BK w Białymstoku przemianowane zostało na Dowództwo BK „Białystok”, oba pułki (1 puł i 9 psk) ze składu XI BK podporządkowane zostały dowódcy BK „Białystok”, natomiast 3 pułk strzelców konnych z dotychczasowej XVIII BK podporządkowany został dowódcy BK „Baranowicze”.

## Obsada personalna Dowództwa 1 Dywizji Kawalerii
Dowódcy dywizji
- gen. bryg. Juliusz Rómmel (1 VI 1924[3] - 11 IX 1926[4])
- gen. bryg. Adolf Waraksiewicz (dowódca XVIII BK i p.o. dowódcy dywizji do 12 III 1929)

Dowódcy artylerii konnej dywizji kawalerii
- płk art. Witold Majewski (1 VI 1924[5] - 11 IV 1927)
- płk art. Rudolf Niemira (11 IV 1927[6] - 22 III 1929[7])

Szefowie sztabu
- mjr SG Marian Słoniński (25 VII – 15 IX 1924[8])
- rtm./mjr SG Zdzisław Chrząstowski (15 XI 1924[9] - 14 X 1926[10])
- rtm. SG Witold Gierulewicz (p.o. XI 1926[11] - X 1927)
- mjr dypl. Karol Krzysztof Bokalski (28 X 1927[12] - IV 1929)

I oficerowie sztabu
- rtm. SG Stanisław Józef Uszyński
- rtm. SG Ziemowit Grabowski (od 1 X 1925)

II oficerowie sztabu
- por. kaw. Marian Okulicz-Kozaryn (do 6 V 1925 → oficer sztabu VIII BK[13])

## Organizacja pokojowa 1 Dywizji Kawalerii
- Dowództwo 1 Dywizji Kawalerii w Białymstoku
- IV Brygada Kawalerii w Suwałkach
- VIII (XVIII) Brygada Kawalerii w Wołkowysku, a później Białymstoku
- XI Brygada Kawalerii w Augustowie
- 4 dywizjon artylerii konnej w Suwałkach
- 8 (14) dywizjon artylerii konnej w Białymstoku
- 1 szwadron samochodów pancernych w Grodnie (1925–1926) i Białymstoku
- 1 szwadron pionierów w Białymstoku
- Szkoła Podchorążych Rezerwy Kawalerii nr 1 przy 1 DK w Suwałkach (1924–1926)